# زجاج وود

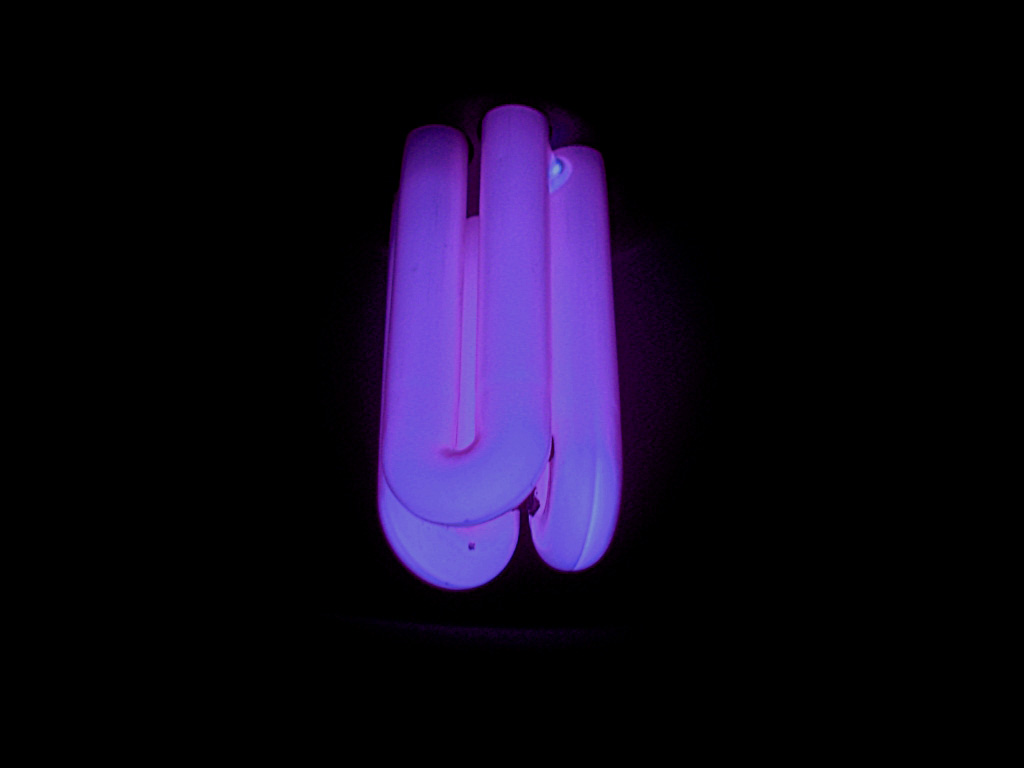
مصباح ضوء أسود. وتبدو الإضاءة أقرب للون البنفسجي عند العين البشرية

زجاج وود تم تطويره بواسطة العالم روبرت وليامز وود (1868–1955) كمرشح ضوء استخدم بالاتصالات خلال الحرب العالمية الأولى. وتعمل تقنية وود للإشعاع المخفي في كلا من تحت الحمراء خلال الاتصالات النهارية، وفوق بنفسجية للاتصالات الليلية. حيث يزيح مرشح الزجاج العناصر المرئية من حزمة الضوء ويترك الضوء غير المرئي كحزمة إشارة. ويستخدم هذا الزجاج بشكل واسع لتشكيل الإطر لومضان ووهج مصابيح فوق البنفسجية أو (الإضاءة المعتمة).
يتكون زجاج وود من باريوم - صوديوم - سليكات الزجاج وتضم حوالي 9% أكسيد نيكل. وهو زجاج أزرق - بنفسجي غامق جدا، ولا ينفذ بها إشعاع الطيف المرئي فيما عدا الحمراء الطويلة والبنفسجي القصير. وهي شفافة بشكل جلي للحزمة البنفسجية وفوق البنفسجية أي ما بين 320 - 400 نانومتر، وإلى حد ما حزمة كبيرة من تحت الحمراء وما فوقها من الموجات الحمراء المرئية الضعيفة.
الفلتر الفوتوغرافي من نوع كوداك ذات الترقيم راتن 18A تستند على زجاج وود.
زجاج وود له قوة ميكانيكية أضعف من الزجاج العادي ولكن له تمدد حراري أعلى، مما يجعلها أكثر عرضة للصدمات الحرارية والتلف الميكانيكي. وتتفاعل أكاسيد النيكل والباريوم كيميائيا مع الميل البطيء لتشكيل طبقة من الهيدروكسيد والكربونات عند اتصالها برطوبة الجو وثاني أكسيد الكربون. قابلية التأثير للصدمة الحرارية رفع من كلفة وصعوبة اقفال تلك المصابيح عند المصنعون، لذلك فمعظم مصابيح زجاج وود المعاصرة يكون زجاجها من الناحية الهيكلية أكثر ملاءمة، مع وجود طبقة طلاء على السطح لترشيح الأشعة فوق البنفسجية; بيد أن هذه المصابيح تمرر ضوء مرئي أكثر فتبدو للعين أكثر لمعانا. وبسبب الصعوبات الصناعية، فإن زجاج وود يستخدم بشكل عام كمرشح مسطح أو مقبب الشكل، بدلا من استخدامه كمصباح. المصابيح المصنوعة من زجاج وود قد تكون لها خطورة بالمقارنة مع قريناتها المصنوعة من الزجاج المطلي، حيث يكون الناتج هو تقليل الضوء المرئي فيسهل على الملاحظ تعريض نفسه إلى مستويات غير آمنة من الإشعاع فوق البنفسجي حيث أن المصدر يبدو أقل لمعانا. ومع الفترات التعرض الطويلة للأشعاع فوق البنفسجي، سيخضع زجاج وود لحالة التشمس، وبالتدريج سوف يفقد شفافيته للأشعة فوق البنفسجية.